# Плашков, Сергей Германович
Сергей Германович Плашков (16 октября 1959 — 21 января 2013) — российский актёр, заслуженный артист Российской Федерации.

## Биография
Сергей Плашков родился 16 октября 1959 года. В 1984 году закончил Новосибирское театральное училище (педагог — Л. Б. Борисова). В том же году вошёл в труппу Новосибирского театра музыкальной комедии. Проработал в театре в течение 30 лет, сыграл более 50 ролей.
Скоропостижно умер 21 января 2013 года в Новосибирске. Похоронен на Заельцовском кладбище (квартал 104).

## Работы в театре
- Боярский («Биндюжник и король» А. Журбина)
- Тони («Мистер Икс» И. Кальмана)
- Бабс («Тетка Чарлея» О. Фельцмана)
- Стефан и Корнеро («Цыганский барон» И. Штрауса)
- Никош («Веселая вдова» Ф. Легара).

## Заслуги и награды
- Заслуженный артист Российской Федерации.
- В 2012 году имя Сергея Плашкова было занесено в «Золотую книгу культуры Новосибирской области» в номинации «Верность призванию».